# Alicia en el París de las maravillas
Alicia en el París de las maravillas es una obra de teatro del dramaturgo español Miguel Sierra, entrenada en 1978.

## Argumento
En tono de comedia, se relata la existencia de Alicia una emigrante española trabajando en París, que encuentra trabajo como asistena en casa de Jean Philippe,un poco inspirado escritor galo. El choque cultural entre ambos personajes no tarda en aparecer. Sobre todo cuando ella, derrochando desparpajo, consigue instalar en la vivienda a su hermano, su hermana y su madre Adela.

## Producción
Estrenada en el Teatro Lara de Madrid el 14 de marzo de 1978, con dirección de Ángel García Moreno e interpretación de Lola Herrera (Alicia), Pedro Civera (Jean), Rafaela Aparicio (Adela), Carmen Utrilla, Celia Castro y Emilio Fuentes. Se mantuvo en cartel hasta 1981, si bien tras la primera temporada, Herrera abandonó la función y fue sustituida por María Luisa Merlo.

## Adaptaciones
En 1986 se grabó una versión para la pequeña pantalla, emitida por Televisión española con interpretación de Civera y Aparicio, a los que se unió en esta ocasión María Silva en el papel de Alicia.